# 迪士尼元
迪士尼元是華特迪士尼公司以前出售的公司代用券，可在許多迪士尼設施的兌換商品或服務。
紙幣的尺寸和設計與美元相似，大多数纸币上印有米老鼠、唐老鴨、高飛、布鲁托、小飞象的形象，或迪士尼樂園度假区和華特迪士尼世界度假区地标性建筑的图案。
迪士尼元分為A系列和D系列，前者是為利福尼亚州南部的迪士尼樂園度假区設計的，後者是佛羅里達州中部的華特迪斯尼世界度假区设计的。
儘管該貨幣在2016年5月14日被迪士尼停止印制和销售，但它必須並且仍然在該公司的美國主題公園、迪士尼郵輪、迪士尼商店和迪士尼在加勒比海的私人島嶼漂流島的某些地區接受貨幣。

## 歷史
迪士尼元于1987年5月5日首次在迪士尼乐园使用，而华特迪士尼世界则于10月2日开始在Epcot使用。1993年，为庆祝米老鼠的65岁生日，迪士尼特别发行了$1的迪士尼元。
每张迪士尼元上都有「财务主管」史高治·麦克达克的签名，正面还有小叮当的图像。

## 用途
這些紙幣可在迪士尼主題公園、迪士尼游轮、迪士尼漂流岛停靠港和迪士尼商店兌換商品或服務。 但是，它們與自動販賣機不兼容，如果要使用機器，則必須兌換成美元。此外，如果在购物时使用迪士尼元，则需用美元找零。
迪士尼元通常被迪士尼纪念品爱好者作为纪念品保存或收藏。在迪士尼度假村，迪士尼币也可兑换成美元。
迪士尼於2016年5月14日停止发行和印刷這種貨幣，不過他們將來仍然會接受这种货币。

## 防偽特性
迪士尼元具有防偽功能，如微印刷、反光油墨以及钞票正面和背面的印记，防止扫描和复制。此外，鈔票上還印有序列號和字母，每張鈔票都是獨一無二的。 美元上還散佈一些小閃光點。

## 圖案
迪士尼元於1987年5月5日至2016年5月14日之間印製。而過去發行的紙幣面額和正面肖像如下。
1元紙幣
- 米老鼠 - 1987〜1991年、1993〜2003年、2008〜2009年發行。
- 雞丁 - 2005年發行。
- 小飛象 - 2005年發行。
- 灰姑娘 - 2006年發行。
- 愛麗兒 - 2007年發行。
- 海盜頭骨 - 2007年、2011年發行。
- 龍（梅菲瑟） - 2013年發行。
- 库伊拉·德·威尔 - 2013年發行。
- 乌苏拉 - 2013年發行。
- 虎克船長 - 2013年發行。
- 飛濺山 - 2014年發行。

#### 5元紙幣
- 高飞 - 1987〜1991年[A]、2003年[25]、2006年發行[26]。
- 米奇老鼠 - 2001年[27]、2008年發行[28]。
- 白雪公主- 2002年發行[29]。
- 唐老鸭 - 2005年發行[30]。
- 愛洛公主 - 2007年發行[31]。
- 黛西鴨與米妮老鼠 - 2009年發行[32]。
- 大雷山鐵路 - 2014年發行[33]。

10元紙幣
- 米妮老鼠 - 1990〜1991年[B]、1993〜1996年[C]、1998年[34]、2006年發行[26]。
- 辛巴 - 1997年發行[35]。
- 唐老鸭 - 2000年[36]、2003年發行[25]。
- 米老鼠與米妮老鼠 - 2001年發行[27]。
- 小仙子 - 2002年發行[29]。
- 史迪奇 - 2005年發行[30]。
- 灰姑娘 - 2007年發行[31]。
- 米老鼠 - 2008年發行[28]。
- 唐老鸭與高飛與米老鼠 - 2009年發行[32]。
- 飛越太空山 - 2014年發行[33]。

50元紙幣
- 米老鼠 - 2005年發行[30]。

## 外部連結
- Disney Dollars information resource （页面存档备份，存于）

1. ↑  [12][13][14][15][16]、1993〜2000年[17][18][19][20][21][22][23][24]
2. ↑  [15][16]
3. ↑  [17][18][18][19][20]